# Dorota Malec
Dorota Malec (ur. 1962) – polska prawniczka, historyczka prawa polskiego i administracji, profesor nauk prawnych, kierownik Katedry Historii Administracji i Myśli Administracyjnej Wydziału Prawa i Administracji Uniwersytetu Jagiellońskiego, prorektor Uniwersytetu Jagiellońskiego. Specjalizuje się w historii prawa okresu II Rzeczypospolitej.

## Życiorys
W latach 1980–1985 studiowała prawo na Uniwersytecie Jagiellońskim. Po ukończeniu studiów związała się z Wydziałem Prawa i Administracji UJ: do 1994 pracowała w Katedrze Historii Administracji i Myśli Administracyjnej UJ (asystent stażysta, asystent, starszy asystent), w latach 1994–2009 w Katedrze Historii Prawa Polskiego UJ (starszy asystent, adiunkt, adiunkt habilitowany, profesor nadzwyczajny), a od 2009 zatrudniona jest ponownie w Katedrze Historii Administracji i Myśli Administracyjnej (kierownik katedry). Ponadto od 2003 pracuje w Pracowni Wydawnictw Źródłowych (Katedra Historii Prawa Polskiego).
W latach 1986–1988 odbyła aplikację sędziowską zakończoną egzaminem sędziowskim. W latach 2008–2016 pełniła funkcję prodziekana Wydziału Prawa i Administracji UJ. Poza UJ była asesorem w Prokuraturze Rejonowej Kraków-Śródmieście (1991/1992) oraz pracowała na stanowisku profesora nadzwyczajnego w Wyższej Szkole Administracji Publicznej w Kielcach (2004–2012). W 2016 została wybrana na prorektora UJ.
W 1995 na Uniwersytecie Jagiellońskim uzyskała stopień naukowy doktora nauk prawnych na podstawie pracy Najwyższy Trybunał Administracyjny 1922–1939 w świetle własnego orzecznictwa napisanej pod kierunkiem Stanisława Płazy. W 2003 na tej samej uczelni uzyskała stopień naukowy doktora habilitowanego nauk prawnych na podstawie rozprawy „Notariat Drugiej Rzeczpospolitej”. W 2009 uzyskała tytuł naukowy profesora.
W latach 2009–2016 była członkiem Komisji Egzaminacyjnej ds. Aplikacji Notarialnej przy Ministrze Sprawiedliwości na obszarze właściwości Izb Notarialnych w Krakowie i Rzeszowie, od 2013 do 2014 Rzecznikiem dyscyplinarnym przy Radzie Głównej Nauki i Szkolnictwa Wyższego, a następnie (w latach 2015–2016) Rzecznikiem dyscyplinarnym Ministra Nauki i Szkolnictwa Wyższego, członek Konwentu Rzeczników MNiSW.
Była trzykrotną stypendystką Max Planck Institut für europaische Rechtsgeschichte we Frankfurcie nad Menem. Jest członkiem komitetów redakcyjnych „Czasopisma Prawno-Historycznego” oraz „Krakowskich Studiów z Historii Państwa i Prawa” (współtwórca czasopisma).
W kadencji 2016–2020 pełniła funkcję prorektora UJ ds. rozwoju, a w latach 2020–2024 – prorektora UJ ds. współpracy międzynarodowej.

## Zainteresowania naukowe i dorobek
Zainteresowania naukowe Doroty Malec koncentrują się wokół zagadnień ewolucji i dziejów organów ochrony prawnej i wymiaru sprawiedliwości na ziemiach polskich XIX-XX wieku (sądownictwo administracyjne, kodyfikacja prawa, historia ustroju państwowego i administracji). Opublikowała ponad 140 prac naukowych (monografii, podręczników, wydawnictw źródłowych, rozpraw, artykułów i recenzji).

## Wybrane publikacje
- Historia administracji nowożytnej (wraz z Jerzym Malcem), Kraków 1996.
- Najwyższy Trybunał Administracyjny 1922–1939 w świetle własnego orzecznictwa, Warszawa–Kraków 1999.
- Notariat Drugiej Rzeczypospolitej, Kraków 2002.
- Dzieje notariatu polskiego, Kraków 2007.